# Elymnias daedalion
Elymnias daedalion är en fjärilsart som beskrevs av De Nicéville 1890. Elymnias daedalion ingår i släktet Elymnias och familjen praktfjärilar. Inga underarter finns listade i Catalogue of Life.